# Wewer
Wewer ist ein südwestlicher Stadtteil von Paderborn im Osten Nordrhein-Westfalens und hat ca. 7147 Einwohner. Bis 1969 war Wewer eine eigenständige Gemeinde im Amt Kirchborchen, die sich zum 1. Juli 1969 mit der Stadt Paderborn zusammenschloss.

## Geografie

### Geografische Lage
Wewer liegt bei 51° 41′ n. Br. und 8° 42′ ö. L. im Südosten der Westfälischen Bucht und gehört überwiegend zum östlichen Hellwegraum. Die östlich der Alme liegenden Teile der Ortschaft liegen auf der Paderborner Hochfläche.

### Ausdehnung der Ortschaft
Wewer umfasst eine Fläche von 16,88 km², wobei die Nord-Süd- und die West-Ost-Ausdehnung der Gemarkung jeweils etwa 6 km betragen. Der höchste Punkt der Ortschaft mit 176,6 m ü. NN liegt am Ostrand der Gemarkung zum Paderborner Gewerbegebiet Mönkeloh hin, der tiefste im Almetal an der Ortschaftsgrenze zum Stadtzentrum und zu Elsen.

### Nachbarorte
Beginnend im Norden im Uhrzeigersinn grenzen an Wewer die Paderborner Kernstadt und der Stadtbezirk Elsen, das Paderborner Gewerbegebiet Mönkeloh, die Borchener Ortsteile Nordborchen und Alfen sowie die Salzkottener Stadtteile Oberntudorf und Scharmede, die alle zum Kreis Paderborn gehören.

### Ortschaftsgliederung
Östlich der Alme und der A 33 liegt das kleine Gewerbegebiet Barkhausen, welches ein Ortsteil von Wewer ist. Die einstmals freie Fläche um diesen herum wird immer stärker durch Gewerbegebiete überbaut, die nahtlos in die nördlich und östlich gelegenen Gewerbe- und Industriegebiete des Paderborner Stadtzentrums übergehen. Nördlich der Bundesstraße 1 liegen Gut Warthe und Gut Ringelsbruch.

## Geschichte

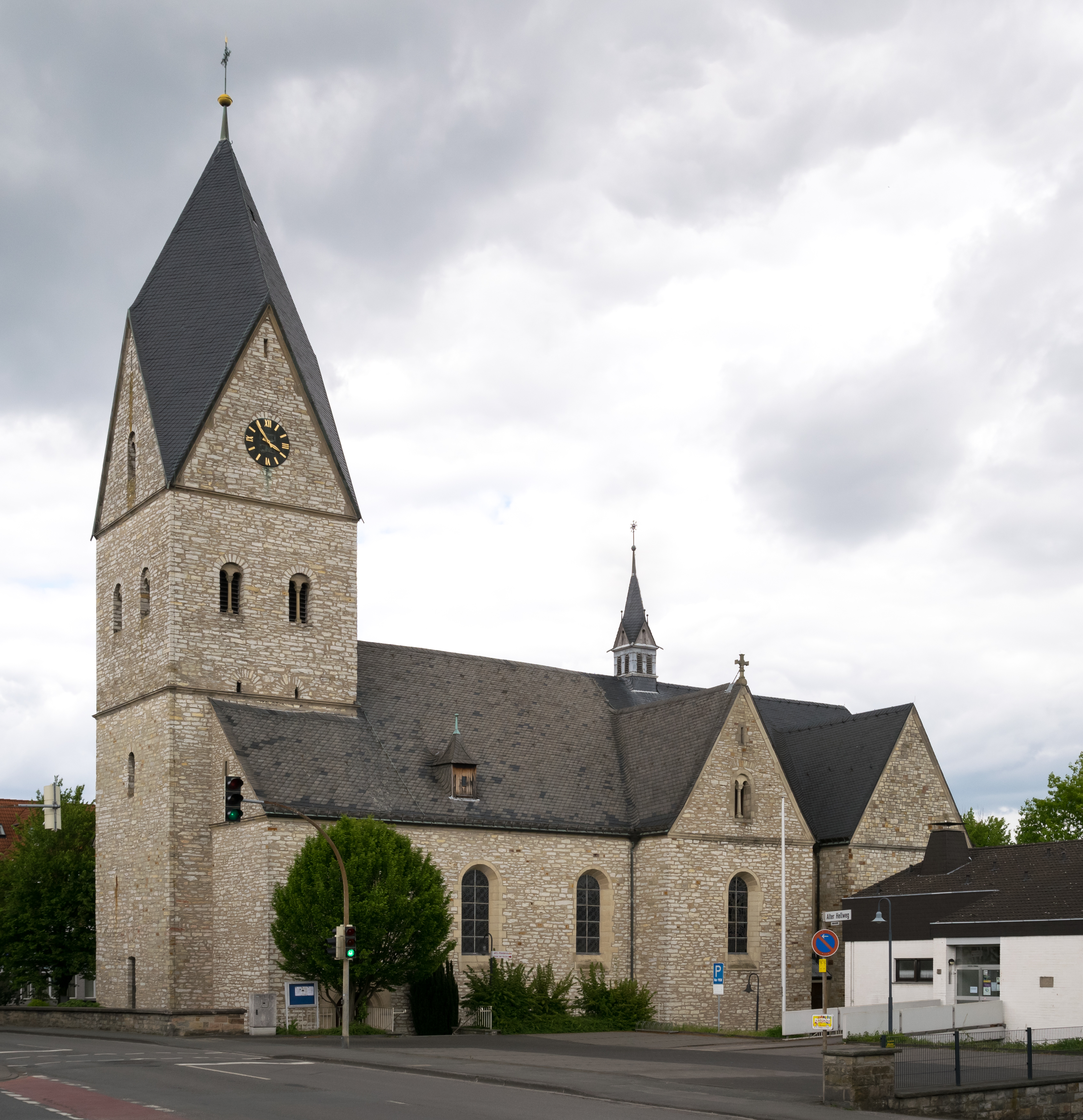
Kath. Kirche St. Johannes Baptist

Wewer wurde im Jahr 835 in einer Urkunde vom Kloster Corvey erstmals erwähnt. Zu diesem Zeitpunkt hieß das Dorf Wawuri. Im 12. Jahrhundert war es unter dem Namen Waveri bekannt. Seit Ende des 12. Jahrhunderts lässt sich das Ministerialengeschlecht von Wevere nachweisen.
Die Alte Burg an der Alme kam im Jahr 1515 in den Besitz der Familie von Brenken und wurde 1690 als Stammsitz der Familie erweitert. Das barocke Schloss aus dem 17. Jahrhundert erinnert an die ausgestorbene Familie von Imbsen, deren Erben es im 19. Jahrhundert an die Familie von und zu Brenken verkauften.
Wever gehörte bis zu den Napoleonischen Kriegen zum Hochstift Paderborn. Im Königreich Westphalen bildete Wever von 1807 bis 1813 eine Gemeinde im Kanton Kirchborchen des Distrikts Paderborn im Departement der Fulda und fiel dann an Preußen. 1816 kam die Gemeinde zum neuen Kreis Paderborn, in dem sie zum Amt Kirchborchen gehörte. 
Am 1. April 1945 besetzten US-Truppen Paderborn. Am 2. April gab es in Wewer heftige Kämpfe; dabei starben etwa 40 Soldaten der Wehrmacht und vier US-Soldaten. Drei Sherman-Panzer wurden abgeschossen.
Mit dem „Gesetz über die Eingliederung der Gemeinde Wewer, Landkreis Paderborn, in die Stadt Paderborn“ vom 24. Juni 1969 wurde der Gebietsänderungsvertrag zwischen der Stadt Paderborn und der Gemeinde Marienloh vom 28. Februar 1969 weitestgehend bestätigt und die bis dahin eigenständige und dem Amt Kirchborchen angehörige Gemeinde am 1. Juli 1969 in die Stadt Paderborn eingegliedert.

### Religionen
Die Mehrheit der Bevölkerung in Wewer ist katholisch und gehört zur katholischen Pfarrgemeinde Sankt Johannes Baptist im Dekanat Paderborn, Erzbistum Paderborn.
Die evangelisch-lutherischen Einwohner Wewers gehören zur Stephanus-Kirchgemeinde im benachbarten Borchen.

### Einwohnerentwicklung
- 1950: 2265 Einwohner
- 1961: 2477 Einwohner
- 2010: 6792 Einwohner
- 2012: 6912 Einwohner
- 2013: 6933 Einwohner
- 2016: 7127 Einwohner
- 2018: 7156 Einwohner[4]
- 2019: 7229 Einwohner[5]
- 2020: 7170 Einwohner
- 2023: 7147 Einwohner[1]

## Politik

### Stadtratswahlen
Bei der letzten Kommunalwahl am 13. September 2020 gaben die Weweraner Bürger ihre Stimmen bei der Wahl zum Paderborner Stadtrat wie folgt ab:
- CDU: 50,02 % (+3,44 %)
- SPD: 14,43 % (−12,25 %)
- Grüne: 19,14 % (+6,80 %)
- FDP: 3,72 % (−3,36 %)
- FBI (Freie Bürgerinitiative Paderborn): 0,82 % (−2,71 %)
- Alternative für Deutschland: 4,12 % (+3,17 %)
- Die Linke: 2,31 % (+2,31 %)
- FÜR Paderborn: 2,14 % (+2,14 %)
- Die PARTEI: 2,67 % (+2,67 %)
- VOLT: 0,63 % (+0,63 %)

Ratsvertreter für Wewer sind somit in der Legislaturperiode 2020–2025 Christian Schäfer (CDU), Christian Hartmann (CDU) und Claudia Steenkolk (SPD).

### Ortsvorsteher
Ortsvorsteher von Wewer ist Hans-Werner Koepsell (CDU).

## Kultur und Sehenswürdigkeiten

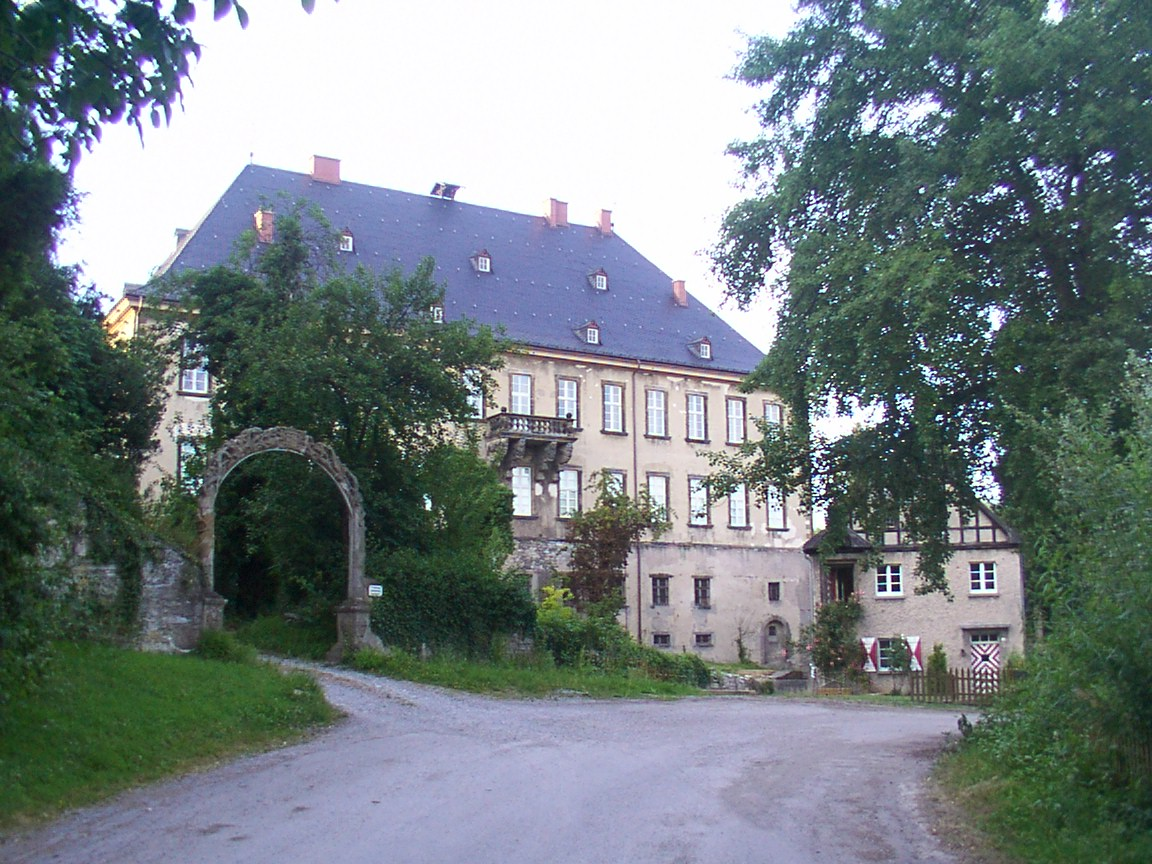
Schloss in Wewer

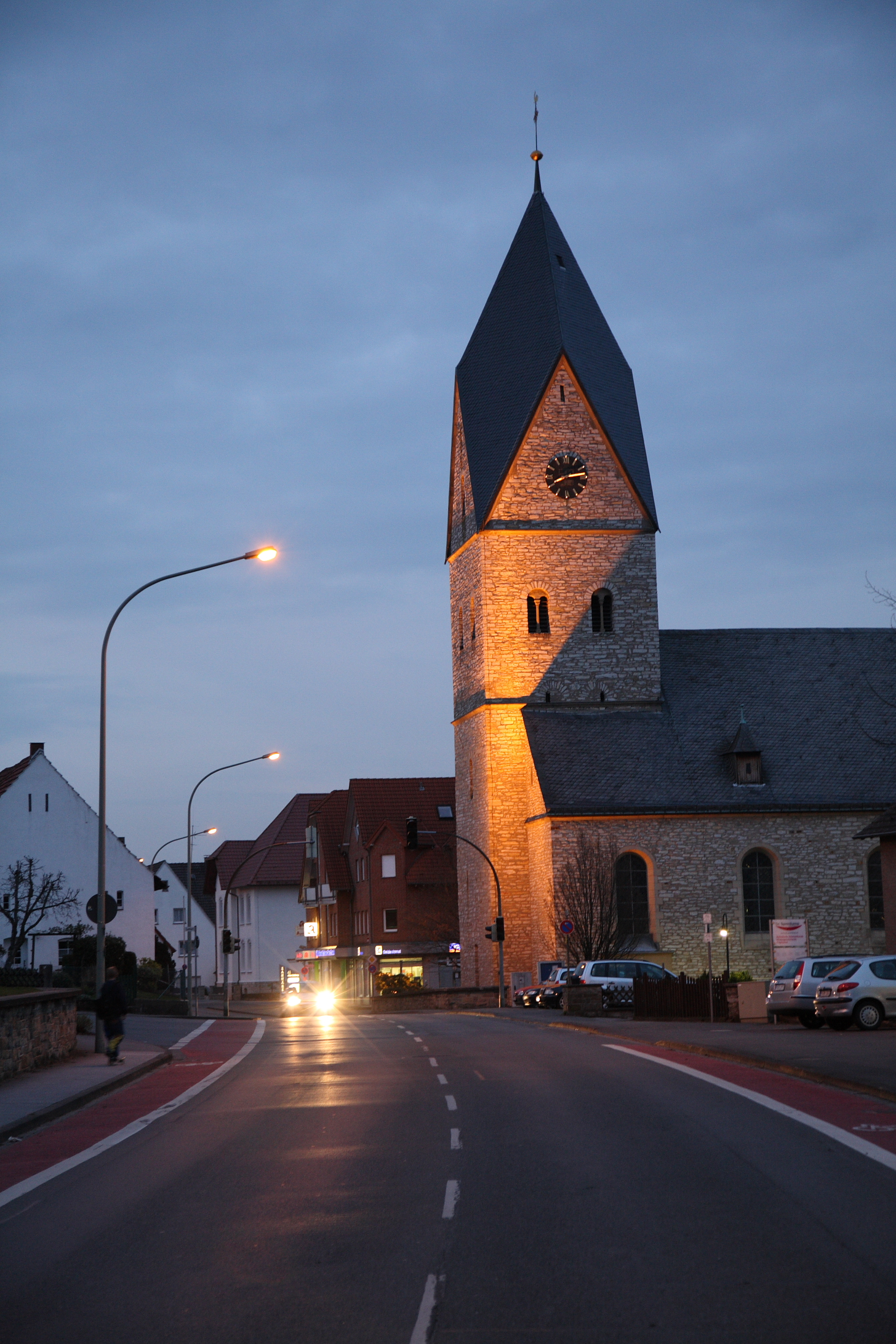
Katholische Kirche St. Johannes Baptist in Wewer bei der Abenddämmerung

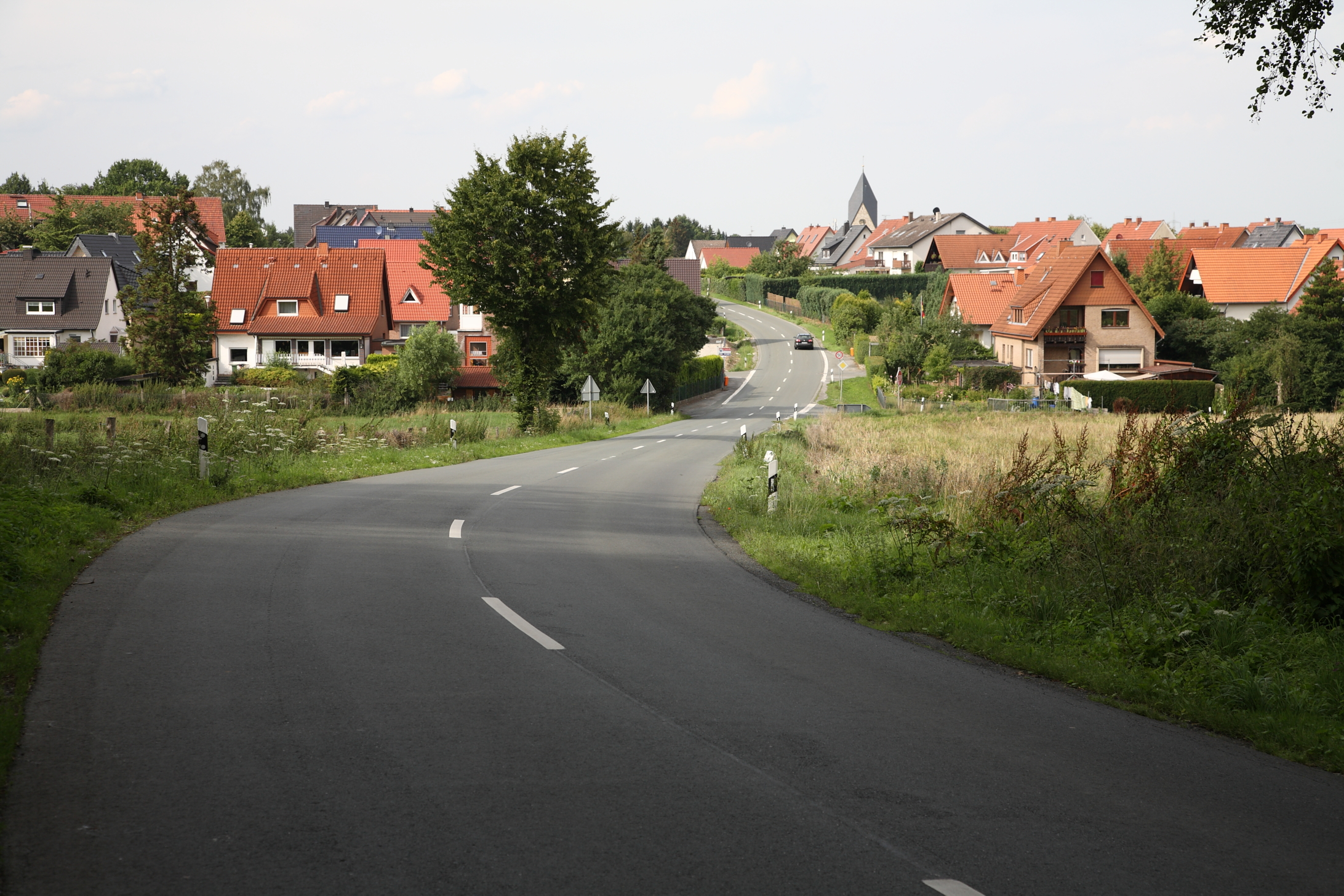
Die L756 Richtung Wewer (Wewersche Straße)

Auf dem Stellbrinkshof in Wewer wurde am 4. Februar 1851 der Maler Franz Thöne geboren, der ab 1871 die Kunstakademie Düsseldorf  besuchte und sich als Genre- und Porträtmaler in der Landeshauptstadt etablierte. Er zählt zu den Künstlern der Düsseldorfer Malerschule. Franz Thöne war mit Maria Vössing verheiratet, der Tochter des Weweraner Lehrers Johann Vössing.
Im Jahr 2015 wurde für die Wewersche Lyrikerin Elisabeth Poganiuch-Flören (1907–1982) auf dem Wewerschen Friedhof ein Gedenkstein errichtet. Von Bernhard Sill wurden Teile ihrer Werke herausgegeben.
Im Bürgerhaus Wewer finden jedes Jahr zahlreiche Veranstaltungen statt.

### Bauwerke
Die ältesten Gebäude sind in ihren Ursprüngen die katholische Kirche und die Alte Burg an der Alme. Oberhalb der Alme ließ die Familie von Imbsen ab 1684 das barocke Schloss Wewer als Nachfolgebau einer älteren Burg errichten. Die historische Bedeutung des Gutes Warthe am Hellweg und am früheren Wartturm der städtischen Landwehr ist nach dem Umbau der Bundesstraße 1 nicht mehr sichtbar. Der gut erhaltene Gebäudebestand ist außerdem durch den Anschnitt des Geländes gefährdet.

### Natur
Der östlich der Alme und Lohne liegende Ziegenberg steht unter Naturschutz.
Als Verbindung des ursprünglichen Dorfes Wewer zum Wald wurde im 19. Jahrhundert die eindrucksvolle, teilweise heute noch sechsreihige Eichenallee angelegt.
Im nördlichen Bereich von Wewer gibt es nach dem 2012 abgeschlossenen Ausbau der B 1 durch die Grundwasserabsenkung und den Verlust großer Ackerflächen erhebliche Eingriffe in den Naturhaushalt.

### Sport
In Wewer gibt es ein Örtliches Fitnessstudio des SC Wewer 2000, die Sportvereine TSV Wewer und SC Wewer 2000 und den Tennis-Club Wewer.
Der größte Sportverein in Wewer ist der Sportclub Wewer 2000 mit ca. 800 Mitgliedern. Er bietet unter anderem die Sportarten Aerobic, Freizeitsport, Turnen, diverse Ballsportarten und Tischtennis an.
Der Turn- und Sportverein Wewer hat einen Fokus auf Ballsportarten sowie Seniorensport und Turnen. Der Fußballverein mit ca. 300 Mitgliedern gehört dem TSV an.
Beide Sportvereine in Wewer, der TSV Wewer und der SC Wewer 2000, sind gemeinsam aus dem insolventen Verein SV Blau-Weiß Wewer hervorgegangen.

### Musikkapelle
Seit 1949 besteht die aus dem Schützenverein hervorgegangene Musikkapelle Wewer. In den vergangenen Jahrzehnten hat die Musikkapelle Wewer ihr Spektrum über die Marschmusik hinaus zur Konzertmusik erweitert und umfasst zudem ein Jugendorchester.

### Schützenwesen
Zur St. Johannes und St. Hubertus Schützenbruderschaft Wewer 1910 gehören etwa 1200 Mitglieder. Das Weweraner Schützenbataillon besteht neben zwei Schützenkompanien (Warthekompanie und Schlosskompanie) aus folgenden Fachabteilungen:
- Schießsportabteilung im Bund der Historischen Deutschen Schützenbruderschaften (HSB)
- Schießsportgruppe im Westfälischen Schützenbund (WSB)
- Großkaliber Sportschützen Wewer e. V.
- Fahnenschwenker Wewer
- Jungschützenabteilung
- Spielmannszug Wewer: Das Gründungsjahr des Spielmannszuges geht bis zum Jahr 1906 zurück.

## Wirtschaft und Infrastruktur
Wewer ist zudem an die B1 angebunden und somit auch an die A33 und weitgehend auch an die A44.
Im Jahr 2020 hat der nph und andere Unternehmen und Verbände eine Machbarkeitsstudie zur Reaktivierung  der stillgelegten Almetalbahn aufgegeben, welche auch in Wewer halten würde.

Das Hauptzollamt, das früher an der Paderborner Bahnhofstraße und zwischenzeitlich im Paderborner Gewerbegebiet Mönkeloh ansässig war, ist  auf das Gelände des Autohofes der Autobahnanschlussstelle Paderborn-Mönkeloh und damit an den östlichen Ortsrand Wewers gezogen.
Es gibt eine dreizügige Grundschule, die Almeschule. Sie ist eine Schule der Stadt Paderborn und besteht aus zwei Gebäuden.